# Tulipa kopetdaghensis
Tulipa kopetdaghensis nom. nud.  (лат.) — вид однодольных растений рода Тюльпан (Tulipa) семейства Лилейные (Liliaceae). Под текущим таксономическим названием вид был описан российским ботаником Борисом Алексеевичем Федченко в 1927 году.

## Распространение, описание
Эндемик Туркменистана, распространённый на юге страны.
Многолетнее травянистое растение. Листорасположение очерёдное. Листья простые, ланцентной либо удлинённой формы, с острой верхушкой и клиновидным основанием; размещены у основания или в прикорневой розетке. Цветки с шестью лепестками. Плод — коробочка, бурого или зелёного цвета. Светолюбивое, ксерофитное, мезофитное растение.

## Значение
Выращивается как декоративное растение.